# Önskansjön
Önskansjön är en sjö i Örnsköldsviks kommun i Ångermanland och ingår i Nätraåns huvudavrinningsområde. Sjön har en area på 0,556 kvadratkilometer och ligger 195,7 meter över havet.

## Delavrinningsområde
Önskansjön ingår i det delavrinningsområde (703801-159864) som SMHI kallar för Utloppet av Önskansjön. Medelhöjden är 239 meter över havet och ytan är 4,04 kvadratkilometer. Räknas de 3 avrinningsområdena uppströms in blir den ackumulerade arean 11,19 kvadratkilometer. Vattendraget som avvattnar avrinningsområdet har biflödesordning 3, vilket innebär att vattnet flödar genom totalt 3 vattendrag innan det når havet efter 73 kilometer. Avrinningsområdet består mestadels av skog (50 procent), öppen mark (11 procent) och jordbruk (17 procent). Avrinningsområdet har 0,54 kvadratkilometer vattenytor vilket ger det en sjöprocent på 13,3 procent.